# Якоб фон Хоенгеролдсек
Якоб фон Хоенгеролдсек (на немски: Jakob von Hohengeroldseck; Jakob von Hohen-Geroldseck; * 21 юли 1565; † 26 юли 1634) е господар на господството Хоенгеролдсек.
Той е единственият син на Квирин Ганголф фон Хоенгеролдсек (1527 – 1569) и съпругата му графиня Мария фон Хонщайн († 24 август 1565 или 24 юли 1567), дъщеря на граф Ернст V фон Хонщайн-Клетенберг († 1552) и графиня Анна фон Бентхайм († 1559).
Якоб умира на 26 юли 1634 г. на 69 години. Дъщеря му Анна Мария е единствената му наследничка, но не успява да получи наследството. Хоенцолерните дават през 1636 г. Господството Хоенгеролдсек на още непълнолетния Крафт Адолф Ото граф фон и цу Кронберг.

## Фамилия
Якоб фон Хоенгеролдсек се жени 1584 г. за графиня Барбара фон Раполтщайн (* 6 декември 1566; † 25 ноември 1621), дъщеря на граф Егенолф III фон Раполтщайн (1527 – 1585) и Мария фон Ербах (1541 – 1606). Те имат една дъщеря:
- Анна Мария фон Хоенгеролдсек (* 28 октомври 1593 в Хоенгеролдсек; † 25 май 1649 в Базел), омъжена I. на 28 октомври 1601 г. за граф Фридрих фон Золмс-Рьоделхайм-Асенхайм (* 30 ноември 1574; † 15 септември 1635 в Страсбург), II. на 13 февруари 1644 г. в Базел за маркграф Фридрих V фон Баден-Дурлах (* 6 юли 1594; † 8 септември 1659). Тя няма деца.

Якоб фон Хоенгеролдсек се жени втори път на 5 август 1623 г. за шенка Елизабет фон Лимпург-Шпекфелд-Оберзонтхайм (* 30 август 1578; † 11 януари 1632), вдовица на граф Еберхард фон Тюбинген-Лихтенек († 12 септември 1608), дъщеря на Фридрих VI Шенк фон Лимпург-Шпекфелд-Оберзонтхайм (1536 – 1596) и Агнес фон Лимпург-Гайлдорф (1542 – 1606). Бракът е бездетен.